# Samsung SGH-C100
Samsung SGH-C100 — двухдиапазонный мобильный телефон фирмы Samsung Electronics, выпущенный в 2003 году.

## Внешний вид
Поставляется в корпусе серебристого или светло-голубого цвета. На передней панели находятся дисплей, стандартная телефонная клавиатура, микрофон и речевой динамик. На задней грани — съемная крышка, объединённая с аккумулятормом. На верхней грани находятся отверстие для шнурка и светодиодный индикатор, на нижней — разъем зарядного устройства и кабеля для подключения к COM-порту, на левой — кнопка-качелька регулировки громкости и инфракрасный порт, на правой — аудиоразъем 2,5 мм.

## Аккумулятор и время работы
Телефон укомплектован литий-полимерным аккумулятором ёмкостью 800 (по другим сведениям — 720) мА·ч. Производителем заявлено следующее время работы:
- режим разговора — до 3 часов;
- режим ожидания — до 145 часов.

В реальных условиях эксплуатации одного заряда батареи хватало на 2-3 суток.
Время заряда аккумулятора составляет от 2 до 3 часов.

## Отзывы в прессе
Телефон получил в целом положительные отзывы. Среди достоинств указывались небольшие вес и толщина за счет использования литий-полимерного аккумулятора, наличие инфракрасного порта, громкие речевой динамик и полифония, дизайн, среди недостатков — неяркий дисплей, набор предустановленных мелодий и игр.